# Idopterum novaepommeraniae
Idopterum novaepommeraniae är en fjärilsart som beskrevs av Embrik Strand 1922. Idopterum novaepommeraniae ingår i släktet Idopterum och familjen björnspinnare. Inga underarter finns listade i Catalogue of Life.